# Sebastiano Carta
Sebastiano Carta (Priolo Gargallo, 4 marzo 1913 – Roma, 8 luglio 1973) è stato un pittore e poeta italiano, autore di opere appartenenti al futurismo.

## Biografia
Attratto dal mondo delle arti, Sebastiano Carta aderisce giovanissimo al Futurismo e ad appena vent'anni, dopo aver ricevuto l'apprezzamento di Filippo Tommaso Marinetti per il suo scritto Sistemazione Fisica, superando anche le opposizioni della famiglia, parte per la capitale. Marinetti ne intuisce subito la forza espressiva e le potenzialità e lo introduce nel gruppo romano, del quale Carta rappresenterà, se possibile, il lato più anarchico e trasgressivo, discostandosi anche dagli stilemi più tradizionali del movimento. Produce tavole "parolibere" (1933), espone da Anton Giulio Bragaglia e firma nel 1936 il "Manifesto della Poesia Murale".
Poeta, pittore, polemista, nel 1944, terminata l'esperienza futurista, insieme a Stradone, Dorazio, Zavattini, Guttuso fonda la "Casa Rossa", gruppo di cultura antiborghese, legandosi di amicizia con Roberto Melli, Antonio Marasco, Enrico Accatino, che come lui hanno scelto Roma come nuova città di elezione.
Artista anomalo, si sposta a Como e a Pavia e aderisce al gruppo "Valori Primordiali" ispirato dall'architetto Giuseppe Terragni. Tornato a Roma partecipa a due Quadriennali, sviluppando una pittura diversa da tutti i suoi amici e compagni di viaggio, esplorando sin dagli anni '50 un astrattismo concettuale che lo porta più vicino alla Bauhaus che alla pittura italiana, spesso sconfinando in area espressionista. Con uno stile fortemente riconoscibile e con un approccio al lavoro quasi da street artist ante litteram, tanto che lo scrittore Cesare Zavattini scriverà: "… quando stende davanti ai suoi amici i grandi fogli di pittura, si ricomincia ad amarlo e a stimarlo. Ci aggiriamo attorno a questi fogli come alle figure che i pittori ambulanti fanno sui marciapiedi…" (dal catalogo Sebastiano Carta, Galleria Battaggia, Roma, 4 marzo-4 aprile 1971). 
È un percorso solitario, segnato da gravi problemi economici e da una difficoltà di inserimento nel contesto borghese e commerciale che negli ultimi anni gli impedisce di esporre. Morirà a soli sessant'anni, a Roma, nel 1973.

## Poesie visive
Da ricordare il ciclo di poesie visive Campo mobile (1936), Nostro passo quotidiano e Poesie (1940), Canto largo (1955), Medioevo (1956).